# Tomohiro Nagatsuka
Tomohiro Nagatsuka, född den 28 november 1978 i Toride, Japan, är en japansk tävlingscyklist som tog OS-silver i lagsprintscyklingen vid olympiska sommarspelen 2004 i Aten. 